# Carolina Thorell
Carolina Thorell, född 12 februari 1961 i Sandviken, är en svensk grafiker, författare och Diakon. Hon är utbildad grafiker på Grafikskolan i Stockholm (tre år) och har i perioder arbetat framför allt med torrnålsgravyr. Hon gör oftast bilderna till sina bokomslag. 

## Priser och utmärkelser
- 2002 – Svenska Akademiens särskilda belöning
- 2002 – Gefle Dagblads kulturpris
- 2003 – Albert Bonniers stipendiefond för yngre och nyare författare
- 2005 – Guldprinsen
- 2009 – Pris från Samfundet De Nio
- 2013 – Stig Sjödinpriset